# Altviller
Altviller är en kommun i departementet Moselle i regionen Grand Est (tidigare regionen Lorraine) i nordöstra Frankrike. Kommunen ligger i kantonen Saint-Avold 1er Canton som tillhör arrondissementet Forbach. År 2022 hade Altviller 531 invånare.
På tyska heter orten Altweiler.

## Befolkningsutveckling
Antalet invånare i kommunen Altviller
| Referens: INSEE |